# Ihor Tantsiura
Ihor Ivánovich Tantsiura (en ucraniano: Ігор Іванович Танцюра, romanizado: Ihor Ivanovych Tantsyura; óblast de Chernígov, Unión Soviética, 26 de abril de 1967) es un oficial militar ucraniano. Se desempeñó como comandante de las Fuerzas de Defensa Territorial de las Fuerzas Armadas de Ucrania desde el 15 de mayo de 2022 al 9 de octubre de 2023.

## Biografía
Ihor Tantsiura nació el 26 de abril de 1967 en el raión de Kozélets del óblast de Chernígov en la RSS de Ucrania.
A partir de 2013, fue jefe del 169.° Centro de Entrenamiento de las Fuerzas Terrestres de las Fuerzas Armadas de Ucrania. En 2019, asumió el puesto de jefe de Estado Mayor y primer subcomandante de la Operación Fuerzas Conjuntas. En 2022, se convirtió en jefe de Estado Mayor y subcomandante de las Fuerzas Terrestres de las Fuerzas Armadas de Ucrania.
El 15 de mayo de 2022, el presidente de Ucrania, Volodímir Zelenski, nombró a Tantsiura comandante de las Fuerzas de Defensa Territorial de las Fuerzas Armadas de Ucrania, destituyendo a Yuri Galushkin de este cargo. El 18 de noviembre, Zelenski nombró a Tantsiura miembro del Estado Mayor del Comandante en Jefe Supremo. Un organismo creado el 24 de febrero para, «asegurar el liderazgo estratégico de las Fuerzas Armadas de Ucrania y otras formaciones militares y agencias de aplicación de la ley».
Yevgueni Prigozhin, comandante de la PMC Wagner, afirmó el 2 de mayo de 2023 que el mayor general Ihor Tantsiura, había muerto en los alrededores de Bajmut por un ataque de artillería. Unas pocas horas más tarde, las autoridades ucranianas desmintieron esta información. «Oficialmente negamos esta declaración. No comentamos sobre ningún escupitajo de la propaganda enemiga. Todos están vivos y bien», declaró Denys Zelinskyi, portavoz de las Fuerzas de Defensa Territorial. Anteriormente, Prigozhin había informado que la artillería rusa había «destruido un vehículo blindado» en el que Tantsiura «probablemente estaba ubicado».
El 9 de octubre de 2023, Zelenski, destituyó a Ihor Tantsiura del cargo de comandante de las Fuerzas de Defensa Territorial de Ucrania, cargo que ocupaba desde 2022. Una orden presidencial anunciaba su destitución y otra designaba al general Anatoli Barhilevich como su sucesor.

## Condecoraciones
- Orden de Bohdán Jmelnitski de 3.er grado (2 de mayo de 2022) - «por el valor personal y acciones desinteresadas demostradas en la defensa de la soberanía estatal y la integridad territorial de Ucrania, lealtad al juramento militar».[9]

## Rangos militares
- Coronel
- Mayor general (24 de agosto de 2013).[2]